# Danh sách trường quản trị kinh doanh thuộc Ivy League

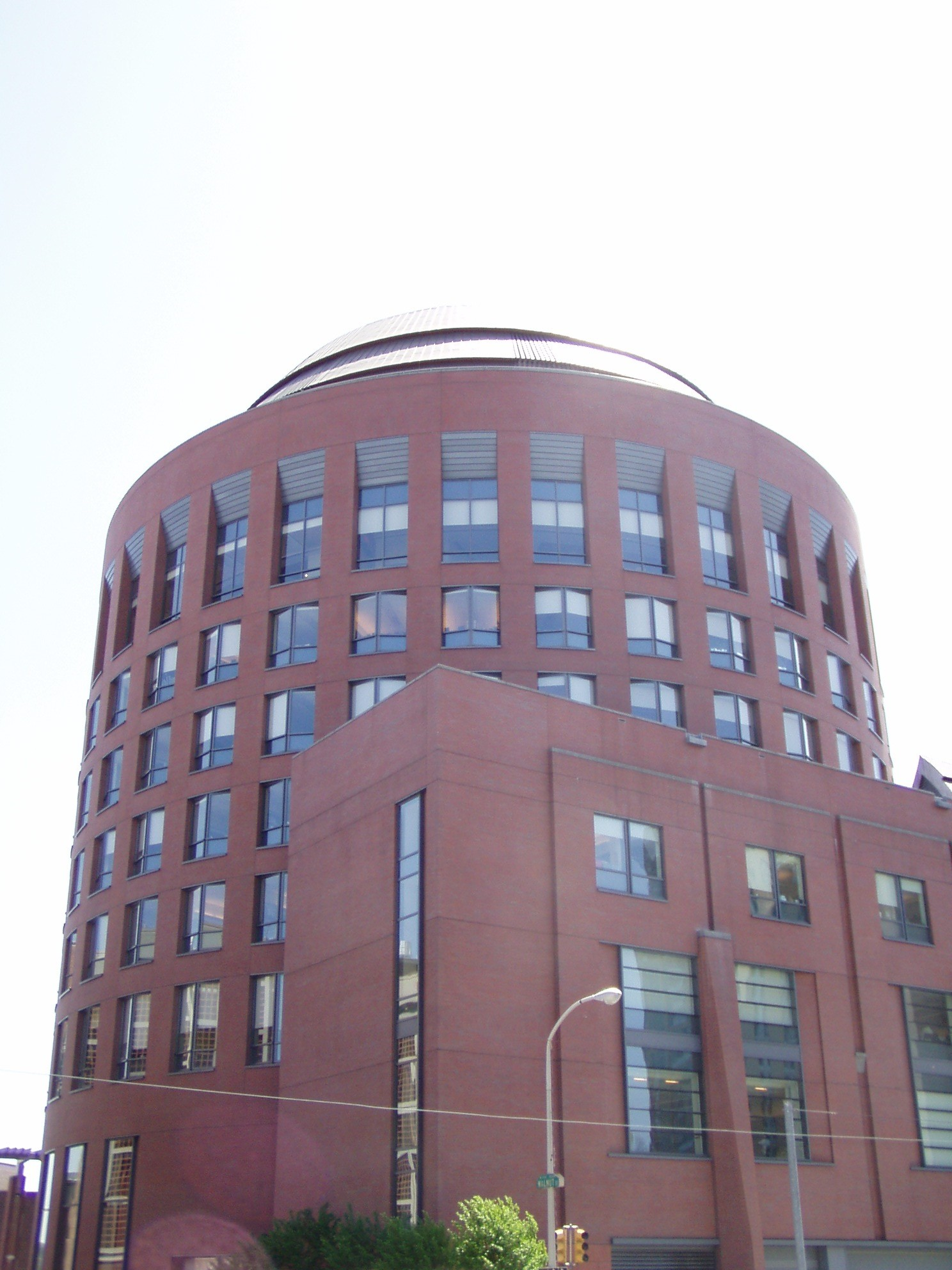
Wharton School, trường quản trị kinh doanh thuộc Đại học Pennsylvania.

Ivy League, một nhóm các trường đại học hàng đầu của Hoa Kỳ, đặc biệt mạnh về lĩnh vực kinh tế, biểu hiện qua hệ thống các trường quản trị kinh doanh trực thuộc. Trong số 8 thành viên Ivy League thì có 6 thành viên sở hữu trường quản trị kinh doanh, các trường quản trị kinh doanh này đều được đánh giá là có chất lượng hàng đầu Hoa Kỳ và thế giới.

## Danh sách
Trường quản trị kinh doanh đầu tiên của Ivy League là Wharton School thuộc Đại học Pennsylvania, trường được Joseph Wharton thành lập năm 1881, Wharton là trường quản trị kinh doanh đầu tiên trên thế giới cung cấp các khóa học lấy bằng cử nhân (undergraduate). Tiếp theo Wharton là các trường Tuck School thuộc Đại học Dartmouth thành lập năm 1900 và Harvard Business School thuộc Đại học Harvard thành lập năm 1921.
| Trường | Đại học              | Bằng cung cấp | Năm thành lập |
| --- | -------------------- | ------------- | ------------- |
| Wharton School | Đại học Pennsylvania | BS, MBA, PhD  | 1881          |
| Tuck School of Business | Đại học Dartmouth    | MBA           | 1900          |
| Harvard Business School | Đại học Harvard      | MBA, PhD, DBA | 1908          |
| Columbia Business School | Đại học Columbia     | MBA, PhD      | 1916          |
| S.C. Johnson Graduate School of Management | Đại học Cornell      | BC, MBA, PhD  | 1946          |
| Yale School of Management | Đại học Yale         | MBA, PhD      | 1976          |
| Chú thích: BS (Bachelor of Science) - bằng cử nhân; MBA (Master of Business Administration) - bằng thạc sĩ quản trị kinh doanh; PhD (Doctor of Philosophy) - bằng tiến sĩ; DBA (Doctor of Business Administration) - bằng tiến sĩ quản trị kinh doanh |                      |               |               |

Hai thành viên còn lại của Ivy League là Đại học Brown và Đại học Princeton không có trường quản trị kinh doanh. Về lĩnh vực kinh tế, Đại học Princeton sở hữu Trung tâm Tài chính Bendheim chuyên về lĩnh vực tài chính định lượng (quantitative finance) và cung cấp các khóa học lấy bằng đại học và thạc sĩ về tài chính, còn Đại học Brown cũng có các khóa học chuyên về kinh doanh.

## Xếp hạng
Bốn bảng xếp hạng trường quản trị kinh doanh thường được tham khảo ở Hoa Kỳ là các bảng xếp hạng của US News, BusinessWeek, Wall Street Journal và Forbes. Với các bảng xếp hạng trường quản trị kinh doanh trên thế giới nói chung, nguồn tham khảo thường nhắc tới bảng xếp hạng của Financial Times và The Economist. Theo bảng xếp hạng của US News thì 6 trường thuộc Ivy League luôn nằm trong nhóm 15 trường quản trị kinh doanh hàng đầu Hoa Kỳ với top 5 không thay đổi trong 15 năm trở lại đây gồm 2 trường thuộc Ivy League là Harvard và Wharton, 3 trường không thuộc Ivy là Stanford Graduate School of Business thuộc Đại học Stanford, MIT Sloan School of Management thuộc Học viện Công nghệ Massachusetts và University of Chicago Graduate School of Business thuộc Đại học Chicago.
| Trường                                     | US News | BusinessWeek | Wall Street Journal | Forbes | Financial Times | Economist | Financial Times |
| ------------------------------------------ | ------- | ------------ | ------------------- | ------ | --------------- | --------- | --------------- |
| Tuck School of Business                    | 7       | 12           | 1                   | 1      | 15              | 4         | 2               |
| Columbia Business School                   | 9       | 7            | 3                   | 6      | 3               | 18        | 1               |
| Harvard Business School                    | 1       | 2            | 14                  | 3      | 5               | 13        | 5               |
| S.C. Johnson Graduate School of Management | 14      | 11           | 16                  | 10     | 36              | 28        | Không xếp hạng  |
| Wharton School                             | 3       | 4            | 11                  | 5      | 1               | 21        | 3               |
| Yale School of Management                  | 13      | 24           | 8                   | 8      | 16              | 25        | 10              |